# Rodzina Patriarca (mafia)

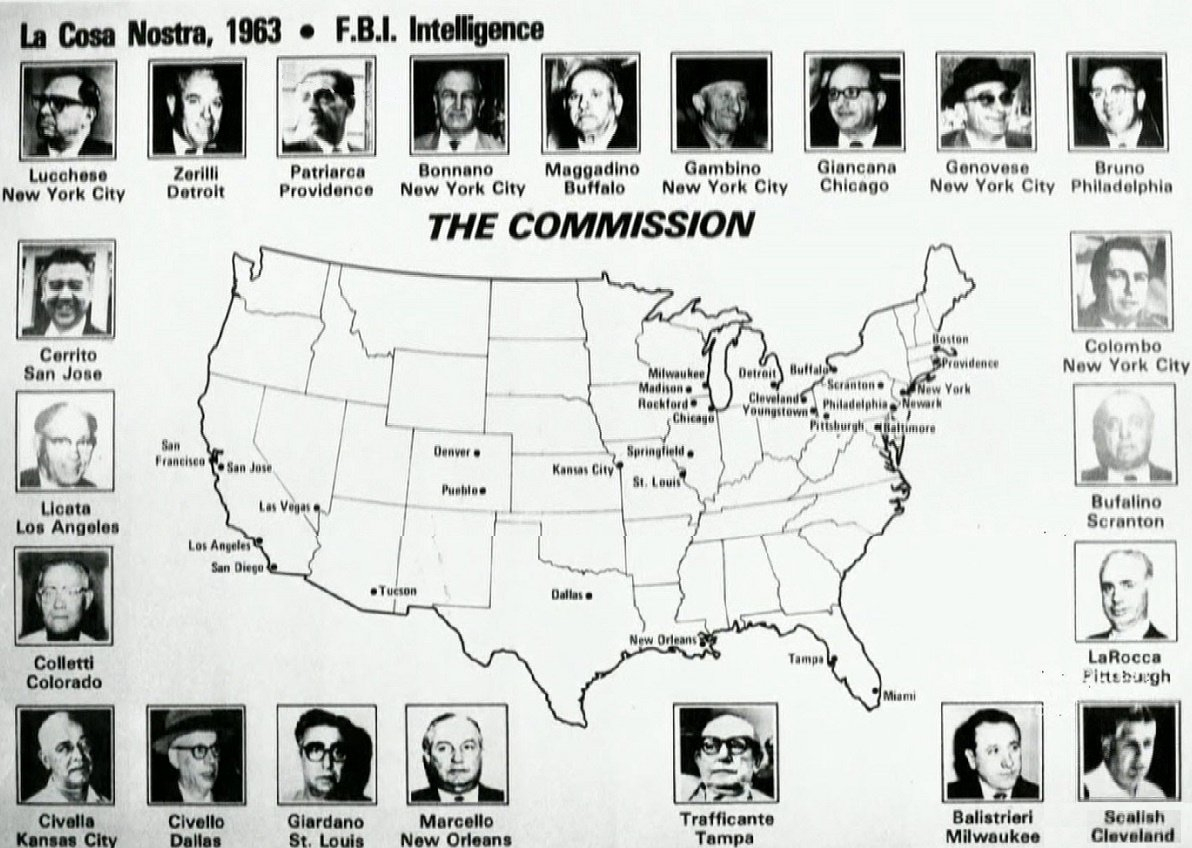
Raymond Patriarca wśród przywódców amerykańskich rodzin mafijnych.

Rodzina Patriarca – mafijna rodzina o włoskich korzeniach, której wpływy rozciągają się od Providence po Boston i całą Nową Anglię. W latach sześćdziesiątych prowadziła krwawą wojnę z gangami irlandzkimi (głównie z Winter Hill Gang).
Jej historycznym bossem był Raymond Patriarca, który potrafił skutecznie i bez większego rozgłosu rządzić rodziną i rozszerzać swoje wpływy. Przed nim mafią bostońską (mafią z Nowej Anglii) rządzili m.in. Joseph Lombardo i Phlip Bruccola. Obaj musieli zrezygnować ze stanowisk po tym, jak policja zaczęła ich szukać, co było efektem obrad Komisji Kefauvera.
Członkiem mafii na terenie Nowej Anglii mógł zostać każdy, kto miał na sumieniu przynajmniej jedno zabójstwo lub wykupił członkostwo za kilkanaście lub kilkadziesiąt tysięcy dolarów, np. Gennaro J. Angiulo zapłacił 50 000 dolarów.

## Działalność przestępcza
Rodzina Patriarci zajmuje (zajmowała) się:
- lichwą
- nielegalnym hazardem
- przemytem alkoholu i papierosów
- napadami rabunkowymi
- wymuszeniami
- handlem narkotykami

Po śmierci Raymonda L.S. Patriarci na czele rodziny stanął jego syn Raymond J. Patriarca. Rządził oficjalnie do 1991 roku. Obecnie rodzina mafijna współpracuje z mafią chicagowską i pięcioma nowojorskimi rodzinami.